# 우제욱

## 클럽 경력
우제욱은 ○○대학교 축구부 출신으로, 이후 K3·K4리그 고양시민축구단과 서울중랑축구단에서 수비수로 활약하며 성인 프로 경력을 쌓았다.  
2024년 화성 FC에 입단하였으며, 팀의 K리그2 승격 이후에도 주전 수비수로서 경기마다 안정적인 수비력을 선보이고 있다.

## 프로 통계
- **K리그2 2025 (7월 기준)**:

```
 - 출전 경기 수: 14경기  
 - 득점: 0골  
 - 클린시트: 3회
```

## 특징
183cm의 안정적인 체격을 바탕으로 제공권 장악과 대인 수비에서 강점을 보인다.  
센터백과 풀백을 모두 소화할 수 있는 멀티 플레이어로, 롱 패스와 빌드업 기여에서도 좋은 평가를 받고 있다.

## 기타
- 2025년 경기 중 고비 순간마다 수비 안정화에 기여해 팀 내 신뢰를 얻고 있다.
- 팀 내에서 경험 많은 수비 자원으로, 동료들과의 조직적인 수비 라인 조율에 앞장서고 있다.